# Mixtape Vol. 1
Mixtape Vol. 1 es el primero EP de la banda estadounidense Rock Mafia el cual fue lanzado el 4 de julio de 2012. El primero sencillo, "The Big Bang", fue lanzado el 1 de noviembre de 2010. El video tuvo la participación de Kevin Zegers y Miley Cyrus. A principios de 2011, se había lanzado un demo de la canción "Morning Sun", no se le había prestado mayor atención. Finalmente la canción fue lanzada junto al álbum el 4 de julio de 2012. Se cree que podría ser algunos de los sencillos del álbum.

## Lista de canciones
- Edición estándar[5]

| Mixtape Vol. 1 |                                     |                          |               |          |  |
| N.º            | Título                              | Escritor(es)             | Productor(es) | Duración |  |
| 1.             | «Favorite Song»                     |                          |               |          |  |
| 2.             | «The Big Bang»                      |                          |               |          |  |
| 3.             | «The Last Thing»                    |                          |               | 3:35     |  |
| 4.             | «Fly Or Die»                        |                          |               | 3:31     |  |
| 5.             | «She's Gone»                        |                          |               |          |  |
| 6.             | «24 Hours Party People»             |                          |               |          |  |
| 7.             | «Morning Sun» (con Miley Cyrus)     | Rock Mafia y Miley Cyrus | Rock Mafia    | 3:40     |  |
| 8.             | «Kids R OK»                         |                          |               | 2:56     |  |
| 9.             | «Cannonball»                        |                          |               |          |  |
| 10.            | «Life Sucks»                        |                          |               |          |  |
| 11.            | «I Wont Be Surprised»               |                          |               |          |  |
| 12.            | «Friends Laserdisk Party Sex Remix» |                          |               |          |  |